# Atletismo nos Jogos Olímpicos de Verão de 1896 - Arremesso de peso masculino
A competição do Arremesso de peso masculino foi realizada no dia 7 de abril no Estádio Panathinaiko. 7 atletas competiram.

## Medalhistas
| Ouro   | USA Robert Garrett       |
| Prata  | GRE Miltiades Gouskos    |
| Bronze | GRE Georgios Papasideris |

## Resultados
| Pos. | Atleta                   | Marca        |
| ---- | ------------------------ | ------------ |
|      | USA Robert Garrett       | 11.22 m      |
|      | GRE Miltiades Gouskos    | 11.03 m      |
|      | GRE Georgios Papasideris | 10.36 m      |
| 4    | DEN Viggo Jensen         | Desconhecido |
| 5-7  | USA Ellery Clark         | Desconhecido |
| 5-7  | GER Fritz Hoffmann       | Desconhecido |
| 5-7  | GER Carl Schuhmann       | Desconhecido |

As posições dos atletas que ficaram entre o 5º e o 7º lugares não são conhecidas.